# マイ・レディ・ジェーン
『マイ・レディ・ジェーン』（My Lady Jane）は、エミリー・ベイダー、エドワード・ブルーメル、ジョーダーン・ピータースが出演し、Amazon Prime Video向けに制作されたイギリスの歴史ファンタジーテレビドラマ。ローリー・マクドナルドとウォルター・F・パークスがプロデュースしたこのドラマは、ジェマ・バージェスがジョディ・ミードーズおよびブロディ・アシュトン、シンシア・ハンドによるレディ・ジェーン・グレイの生涯の歴史的再解釈小説を脚色したもの。

## あらすじ
16世紀、レディ・ジェーン・グレイは家族によってギルフォード・ダドリー卿との結婚を強いられる。エドワード6世の従姉妹姪であるジェーンは、王位継承権を有している。『マイ・レディ・ジェーン』の世界のイングランドは動物に姿を変えることのできるエシアンと呼ばれる人々に悩まされている。ヴェリティと呼ばれる普通の人々は、エシアンを社会から追い出す。

## 登場人物と配役
括弧内は日本語吹替担当
- レディ・ジェーン・グレイ
  - 演：エミリー・ベイダー（英語版）（永宝千晶）
- ギルフォード・ダドリー卿
  - 演：エドワード・ブルーメル（英語版）（細谷佳正）
- エドワード6世王
  - 演：ジョーダン・ピータース（畠中祐）
- レディ・フランセス・グレイ
  - 演：アナ・チャンセラー（英語版）（日野由利加）
- ダドリー卿
  - 演：ロブ・ブライドン（中野泰佑）
  - ジェーンの義理の父
- シーモア卿
  - 演：ドミニク・クーパー（阪口周平）
- ノーフォーク公
  - 演：ウィル・キーン（英語版）
- メアリー王女
  - 演：ケイト・オフリン（英語版）（きそひろこ）
- スザンナ
  - 演：マイレッド・タイヤーズ（英語版）（ふじたまみ）
- レディ・キャサリン・グレイ（英語版）
  - 演：イザベラ・ブラウンソン（川上ひろみ）
- マーガレット・グレイ
  - 演：ロビン・ベターリッジ（弘松芹香）
- スタン・ダドリー卿
  - 演：ヘンリー・アシュトン（岡田雄樹）
- ベス
  - 演：アビー・ハーン（京花優希）
- チャールズ
  - 演：クリスチャン・パターソン（宮田哲郎）
- フィッツ
  - 演：ジョー・クロチェック
- ジョージ
  - 演：ハリー・トレヴァルドウィン（英語版）
- スクロープ
  - 演：ジェイソン・フォーブス（英語版）
- ウィリアム
  - 演：ブランドン・グレイス
- アーチャー
  - 演：マイケル・ワークアイ（江頭宏哉）
- バッツ医師
  - 演：ケヴィン・エルドン（英語版）（青山穣）
- ペチュニア
  - 演：タルーラ・グリーヴ（英語版）（廣田悠美）
- レスター公爵
  - 演：ジム・ブロードベント（上田燿司）
- ナレーター
  - 演：オリヴァー・クリス（上田燿司）

## エピソード

### シーズン1（2024年）
| 通算 話数 | シーズン 話数 | タイトル                                        | 監督                   | 脚本                                                           | 公開日        |
| --- | ------------- | ----------------------------------------------- | ---------------------- | -------------------------------------------------------------- | ------------- |
| 1 | 1             | "王位の行方" "Who'll Be the Next in Line?"      | ジェイミー・バビット   | ジェマ・バージェス                                             | 2024年6月27日 |
| ジェーンの父、ヘンリー・グレイが男子の後継を残さず死んだので、ヘンリーの大叔父であるレスター公が全てを相続した。レスターは、ジェーンをギルフォード・ダドリー卿と結婚させたいと望む。ジェーンとメイドのスザンナは、ギルフォードとのジェーンの強制された結婚から逃れようとするが捕えられる。スザンナは、エシアンである正体を表して逃亡する。エドワードは遺言書を作成し、ジェーンを世継ぎに指名する。エドワードの飼い犬のペチュニアは、自分がエシアンであり、エドワードの曽祖母が彼を守るために送り込んだことを明かす。エドワードは、自分がそれまで思っていたように病気なのではなく、毒を守られていたことを知る。結婚式の場で、ジェーンは病気を装う。                 |               |                                                 |                        |                                                                |               |
| 2 | 2             | "衝撃の真実" "Wild Thing"                       | ジェイミー・バビット   | ジェマ・バージェス                                             | 2024年6月27日 |
| ジェーンはギルフォードとの結婚式を完了する。ジェーンはギルフォードがシアンだが、変身をコントロールできず、夜は人間だが昼間は馬になることを知る。彼はジェーンに治療法を見つけるように懇願する。 エドワードは商人がトファナ水を売っているのを見つける。 メアリーとシーモアは、エドワードの死を早めることを計画する。シーモアはダドリー卿がエドワードに毒を盛ったと告発し、ダドリーはロンドン塔に送られる。 |               |                                                 |                        |                                                                |               |
| 3 | 3             | "不穏な夜" "With a Girl Like You"               | ジェイミー・バビット   | シェパード・ボーチャー、ジェマ・バージェス、メレディス・グリン | 2024年6月27日 |
| エドワードが姿を消すが、病気に絶望して高い窓から身を投げたと推測される。 シーモアは、エシアンに囚われているとジェーンが信じるスザンナを救いに森に入ったジェーンとギルフォードを殺すために兵士を派遣する。ジェーンは、スザンナの誘拐がエシアンのための金銭を得るための狂言だったことを知る。ジェーンとギルフォードは兵士の手から逃れる。ジェーンは女王に指名される。 ジェーンの妹のキャサリンはレスター公と結婚する。 |               |                                                 |                        |                                                                |               |
| 4 | 4             | "女王誕生" "Bluebird Is Dead"                   | ジェイミー・バビット   | キャシー・リュー                                               | 2024年6月27日 |
| ジェーンとギルフォードは、メアリーとシーモアがエドワード弑逆の共謀した証拠を見つける。ジェーンがメアリーと対峙すると、メアリーはジェーンを攻撃して証拠を破壊する。フランシスはギルフォードが馬に変身するのを目撃する。 エドワードは死んでいないことが判明する。 |               |                                                 |                        |                                                                |               |
| 5 | 5             | "始動" "I'm Gonna Change the World"             | ステファン・シュワルツ | ビサンヌ・マスード                                             | 2024年6月27日 |
| エドワードの曽祖母で、現在は宗教団体の一員であるレディ・マーガレット・ボーフォートがエドワードを看病して健康を回復させる。ダドリー卿はジェーンにギルフォードを王に指名するよう圧力をかける。メアリーはノーフォークの軍隊を使う代わりに、自分が王位についたらノーフォーク卿を首相に任命することに同意する。ジェーンはキングスランドの衛兵を解散させ、戴冠式のパーティにエシアンを招待する。フランセスに脅された後で、ジェーンはギルフォードとの婚姻を完結させる。ベスはペチュニアと一緒に逃げようとするが、シーモアに捕えられる。マーガレットはエドワードに、彼も自分同様にエシアンであることを明かす。ジェーンはギルフォードに、彼のエシアン化は治せないと告げる。 |               |                                                 |                        |                                                                |               |
| 6 | 6             | "解き放たれて" "I Feel Free"                    | ステファン・シュワルツ | アリッサ・ラーナー                                             | 2024年6月27日 |
| 逮捕されそうになったメアリーは逃亡する。ギルフォードは、彼を治療すると約束したエシアンとともに出奔する。暗殺者がジェーン殺害を試みるが、エシアンの代表者であるアーチャーによって救われる。動物に変身できないエドワードは、マーガレットに全てのヴェリティを絶滅させる計画を明かされ、彼女が正気でないことに気づいてエシアンのフィッツの助けを借りて脱出する。アーチャーとノーフォークは、ボウリングの試合で分離法の運命を賭け、アーチャーが勝利する。ギルフォードはエシアンの仲間から攻撃されるが脱出する。ジェーンは分離法を廃止する。メアリーおよびノーフォークとシーモアが王宮を占拠し、ジェーンを捕える。                                                       |               |                                                 |                        |                                                                |               |
| 7 | 7             | "交わらない世界" "Another Girl, Another Planet" | ステファン・シュワルツ | ジェマ・バージェス、メレディス・グリン                         | 2024年6月27日 |
| ギルフォードは内密にジェーンに会いに行くが、ジェーンは家族がメアリーに人質にされているので一緒に立ち去ることを拒む。ジェーンの叛逆罪容疑の裁判が始まる。ベスが立ち上がり、ジェーンの王の遺言にしたがって命令を実行していただけだという主張を指示する。エドワードは王宮に忍び込み、部屋に連れてこられたジェーンを驚かせる。ジェーンは、軍隊を編成してメアリーと戦うようにエドワードを送り出す。 評議会はジェーンの容疑を無罪とするが、メアリーは拷問を受けてギルフォードがエシアンであることを明かした厩番のルパートと、馬の姿の義理フォードを連れてくる。エシアンと結婚した罪でジェーンは死刑を宣告される。                                                        |               |                                                 |                        |                                                                |               |
| 8 | 8             | "愛しのジェーン" "God Save the Queen"           | ジェイミー・バビット   | ジェマ・バージェス、メレディス・グリン                         | 2024年6月27日 |
| ジェーンはロンドン塔に送られる。メアリーは、彼女の横暴な振る舞いを批判したノーフォークを殺害する。エドワードとフィッツは、メアリーと戦うためにエシアンに協力するよう懇願する。処刑の際、空飛ぶエシアンが処刑人と警備員を襲う。スザンナによって解放されたジェーンは、ギルフォードに火が届く前に群衆の中を駆け抜けて彼を解放しようとするが、結び目を解くことができない。ギルフォードはついに変身をコントロールできるようになる。ダドリー卿とスタンは道を切り開き、ジェーンがギルフォードの背に乗って自由に走れるようにする。 |               |                                                 |                        |                                                                |               |

## 公開
このシリーズは2024年6月12日に2024年トライベッカ映画祭で世界初公開され、2024年6月27日にAmazon Prime Videoで配信された。
2024年8月中旬、Amazon Prime Videoは続編シーズンの制作中止を発表した。

## 評価
レビュー収集サイトのRotten Tomatoesでは、このシリーズは24のレビューに基づく平均7.1/10の評価で、92%の「新鮮保証」スコアを得た。ウェブサイトの批評家の総意は「修正主義の魂のためのドタバタファンタジーである『マイ・レディ・ジェーン』は、ケーキを持ちながらもそれを斬りつける」と述べている。Metacriticでは、このシリーズは11人の批評家のレビューに基づき、加重平均スコア70/100を保持しており、「概ね好意的な」レビューを示している。